# مصر للطيران الرحلة 741
مصر للطيران الرحلة 741 هي رحلة طيران تحطمت في 29 يناير 1973 في جبال كيرينيا القبرصية، مما أسفر عن مقتل 37 شخصا، وكانت لطائرة من طراز إليوشن خلال رحلة بين القاهرة ونيقوسيا.